# Cantonul Thiviers
Cantonul Thiviers este un canton din arondismentul Nontron, departamentul Dordogne, regiunea Aquitania, Franța.

## Comune
- Corgnac-sur-l'Isle
- Eyzerac
- Lempzours
- Nantheuil
- Saint-Jean-de-Côle
- Saint-Martin-de-Fressengeas
- Saint-Pierre-de-Côle
- Saint-Romain-et-Saint-Clément
- Thiviers (reședință)
- Vaunac